# Титон (мифология)
Тифон (Титон, др.-греч. Τιθωνός) — в древнегреческой мифологии сын троянского царя Лаомедонта и Стримо (или Рео), отец Мемнона (мать — Эос).
Пастух. Его похитила Эос и перенесла в Эфиопию, там родила сыновей Эмафиона и Мемнона. Либо он отправился в поход в восточные земли Азии и дошел до Эфиопии, где Эос родила от него Мемнона. Основал Сусы, акрополь Сус назывался Мемноний.
По просьбе Эос Зевс даровал Титону долгую жизнь, но Эос забыла упомянуть о вечной молодости, и Титон стал бессмертным стариком, по другому варианту — превратился в цикаду, сморщившись от старости.

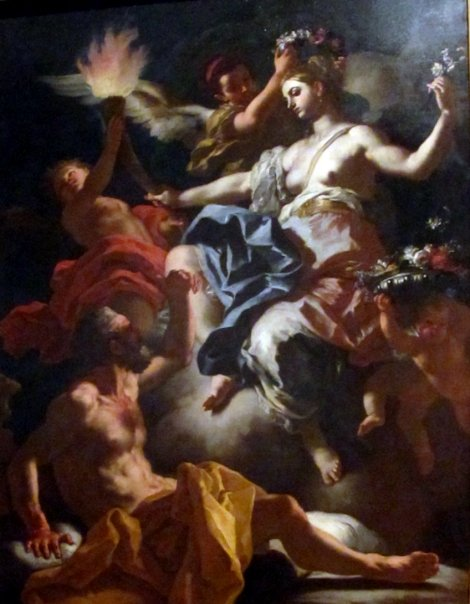
Титон и Эос